# Malaga
Malaga (in spagnolo Málaga) è un comune della Spagna di 586 384 abitanti (1º gennaio 2023), situato nella comunità autonoma dell'Andalusia, nel sud della Spagna. Capoluogo dell'omonima provincia, la città costituisce la capitale culturale ed economica della Costa del Sol.

## Geografia fisica

### Territorio
La città è affacciata sul Mediterraneo, a poco più di 100 km dallo stretto di Gibilterra, nei pressi della foce di due fiumi: il Guadalmedina, che divide il centro storico dalla città nuova, e il Guadalhorce, che sfocia nel Mediterraneo.

### Clima

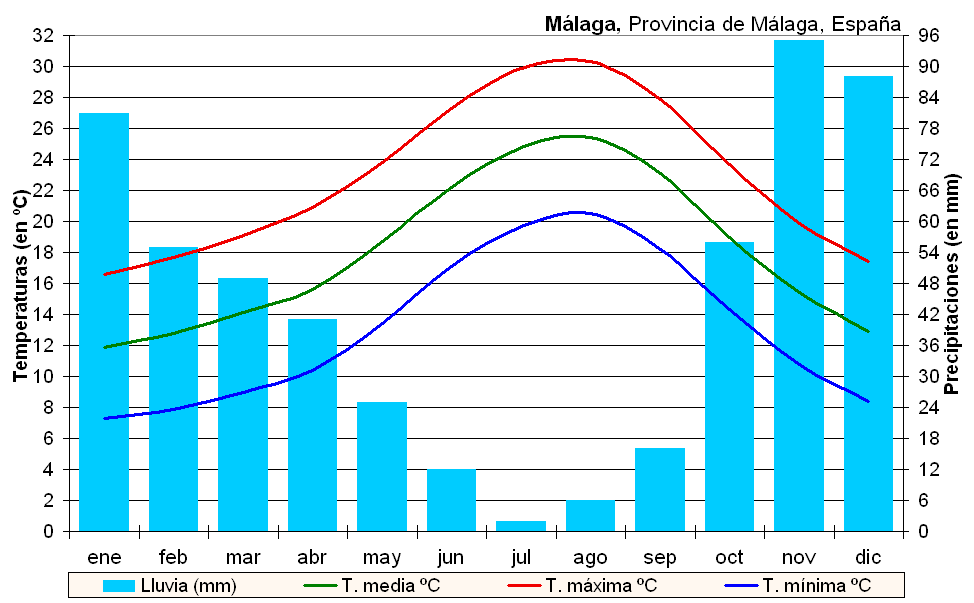
Il clima a Malaga

Il clima di Malaga è clima mediterraneo subtropicale, con una temperatura media annuale di 18,0 °C (media massima 25,4 °C ad agosto e media minima 11,9 °C a gennaio). Eccezionali sono le gelate, mentre l'estate è calda e umida, eccetto quando soffia il terral (vento secco dell'interno), che fa salire notevolmente le temperature (con picchi di oltre 44 °C nel 1978 e 1994). Malaga gode di 2.815 ore di sole all'anno.
L'umidità media è del 66%, con 43 giorni di precipitazioni all'anno, concentrati soprattutto tra i mesi di novembre e gennaio, in cui cadono in media 524 mm di pioggia, pari al 50% delle precipitazioni medie annuali. L'irregolarità delle piogge si manifesta talvolta in piogge torrenziali di grande entità (il record è di 313 mm di pioggia in un solo giorno, il 27 settembre 1957). Un'eccezionale nevicata che, causata da un'ondata di freddo di origine continentale, ha ammantato la città si è verificata il 2 febbraio 1954.

## Storia

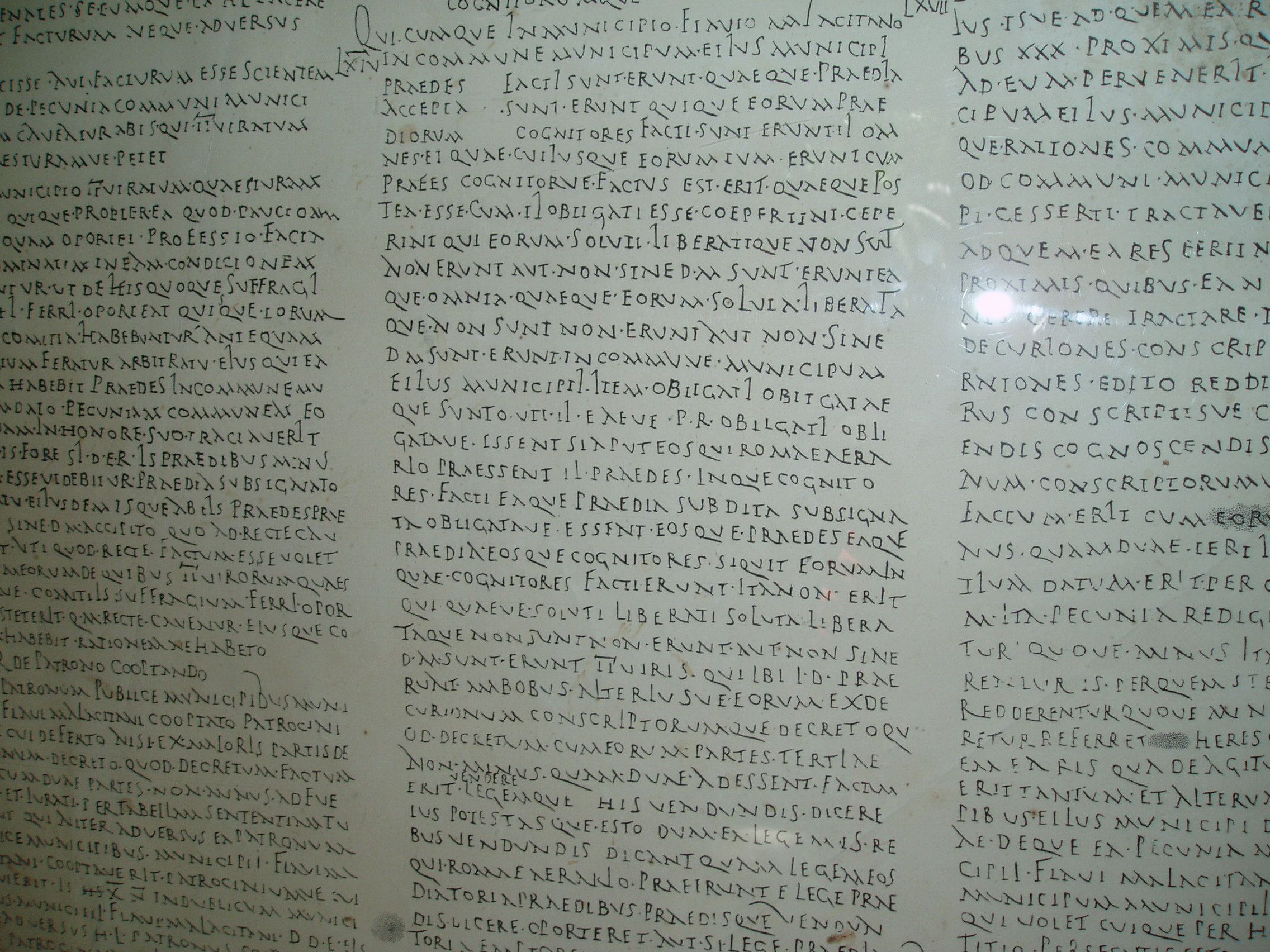
Leggi romane di Malaca, oggi al Museo Loringiano.

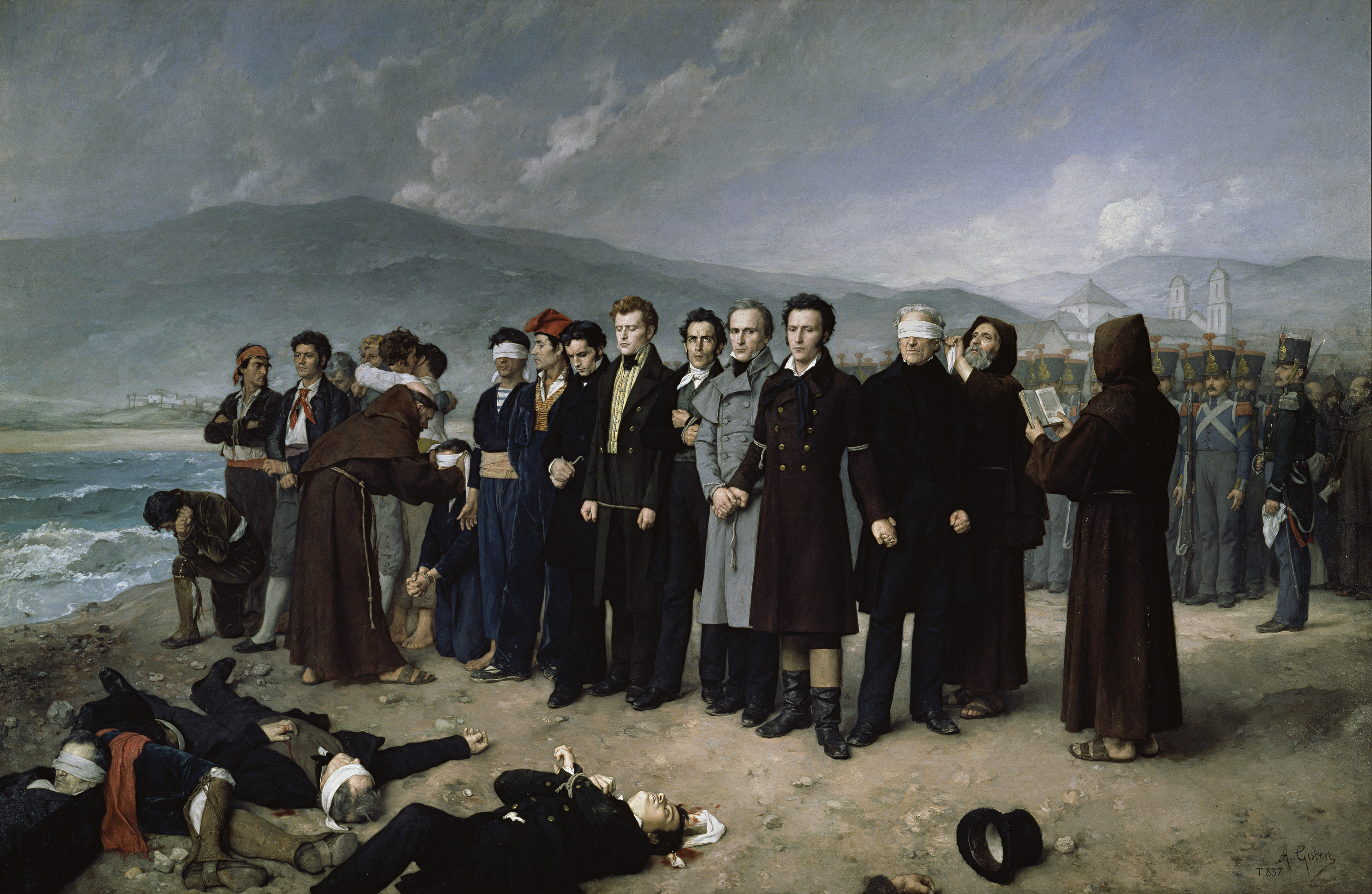
La fucilazione del generale Torrijos, olio su tela di Antonio Gisbert (1887-88).

Nonostante nella regione siano state trovate tracce di presenza umana fin dalla preistoria (dolmen a Peña de los Enamorados nel comune di Antequera, pitture rupestri a Benaoján, ceramiche a Nerja), Malaga deve le sue origini al fatto di essere stata una delle colonie fondate dai Fenici di Tiro intorno al VII secolo a.C. lungo il Mediterraneo occidentale, probabilmente per le buone condizioni di approdo ai piedi del monte Gibralfaro. In epoca fenicia la città era nota come Malaka, toponimo derivato probabilmente dalla parola fenicia per “sale”, perché l'industria della salatura ai fini di conservazione delle vivande era l'attività all'epoca più importante; si può notare questa connessione in alcune lingue semitiche ancora in uso: la parola “sale” è מלח (melak) in ebraico e ملح (milh) in arabo.
La città divenne poi probabilmente la colonia greca di Mainake, di cui non rimangono altre tracce se non in documenti, passando poi sotto il dominio di Cartagine. Secondo il geografo Strabone, la città aveva pianta irregolare. Alcuni secoli più tardi, alla presenza cartaginese successe quella romana, in cui la città raggiunse un ragguardevole sviluppo e, sotto l'imperatore Tito, ottenne uno status privilegiato; diventata città confederata, Malaga venne infatti retta da un codice speciale, la Lex Flavia Malacitana. Dell'epoca romana rimangono il teatro romano e alcune sculture conservate nel Museo Archeologico Provinciale.
Venne poi l'invasione dei Visigoti (V secolo), in cui si ebbero anche alcune incursioni bizantine. Tale epoca non ha lasciato quasi tracce. A partire dalla conquista musulmana dell'VIII secolo, fu inglobata nella regione di al-Andalus e venne ribattezzata Māllaqa (in arabo مالقة). Dopo la divisione del territorio in taifas (emirati indipendenti in lotta tra di loro), nel 1026 la città divenne la capitale della taifa sotto il controllo della dinastia berbera degli Hammudidi. Dell'epoca araba rimangono tracce nel centro storico, ma principalmente nell'Alcazaba e nel Castello di Gibralfaro. In questa epoca visse uno dei figli più illustri di Malaga: il filosofo e poeta ebreo Avicebron (Shelomoh ibn Gebirol).
Nel corso della seconda metà del XIII secolo passò sotto il controllo della dinastia dei Nasridi, diventando parte del Sultanato di Granada.
La presa della città da parte dei castigliani nel corso della Reconquista rappresentò uno dei momenti più sanguinosi della storia di Malaga. La città, cinta d'assedio da 45.000 uomini e difesa da forze tre volte inferiori, oppose una fiera resistenza per quasi sei mesi, finché fu costretta alla resa il 13 agosto 1487. Il re Fernando il Cattolico negò ai vinti una capitolazione onorevole e, ad eccezione di alcuni disertori, i 15.000 sopravvissuti della città furono condannati a morte o ridotti in schiavitù.
La città seguì poi le sorti del Regno di Spagna, ma non trasse particolare beneficio dai commerci con le Americhe.
Durante i moti del 1831 Malaga fu il teatro dell'esecuzione di José María Torrijos, liberale spagnolo in lotta contro l'assolutismo di Ferdinando VII. A ricordo del suo sacrificio è stato eretto un obelisco in Plaza de la Merced. Malaga fu anche città pioniera nei tempi della rivoluzione industriale, in cui per lungo tempo contese a Barcellona la palma di città più industrializzata del paese. In quest'epoca di rapido sviluppo emersero la famiglia Larios e il politico conservatore Antonio Cánovas del Castillo.
Durante la guerra civile spagnola, Malaga venne bombardata dai nazionalisti e dall'aviazione fascista mandata da Mussolini; l'attacco provocò una fuga massiccia verso la zona repubblicana di Almería. La città fu infine presa dai franchisti l'8 febbraio 1937. Negli anni del dopoguerra per la città iniziò una fase di espansione dovuta al crescente afflusso di turisti verso la Costa del Sol, che negli anni Sessanta assunse il ritmo di un vero e proprio boom economico ed edilizio. Ancora oggi Malaga è in fase di espansione grazie al turismo, alle attività connesse e al terziario.

## Monumenti e luoghi d'interesse

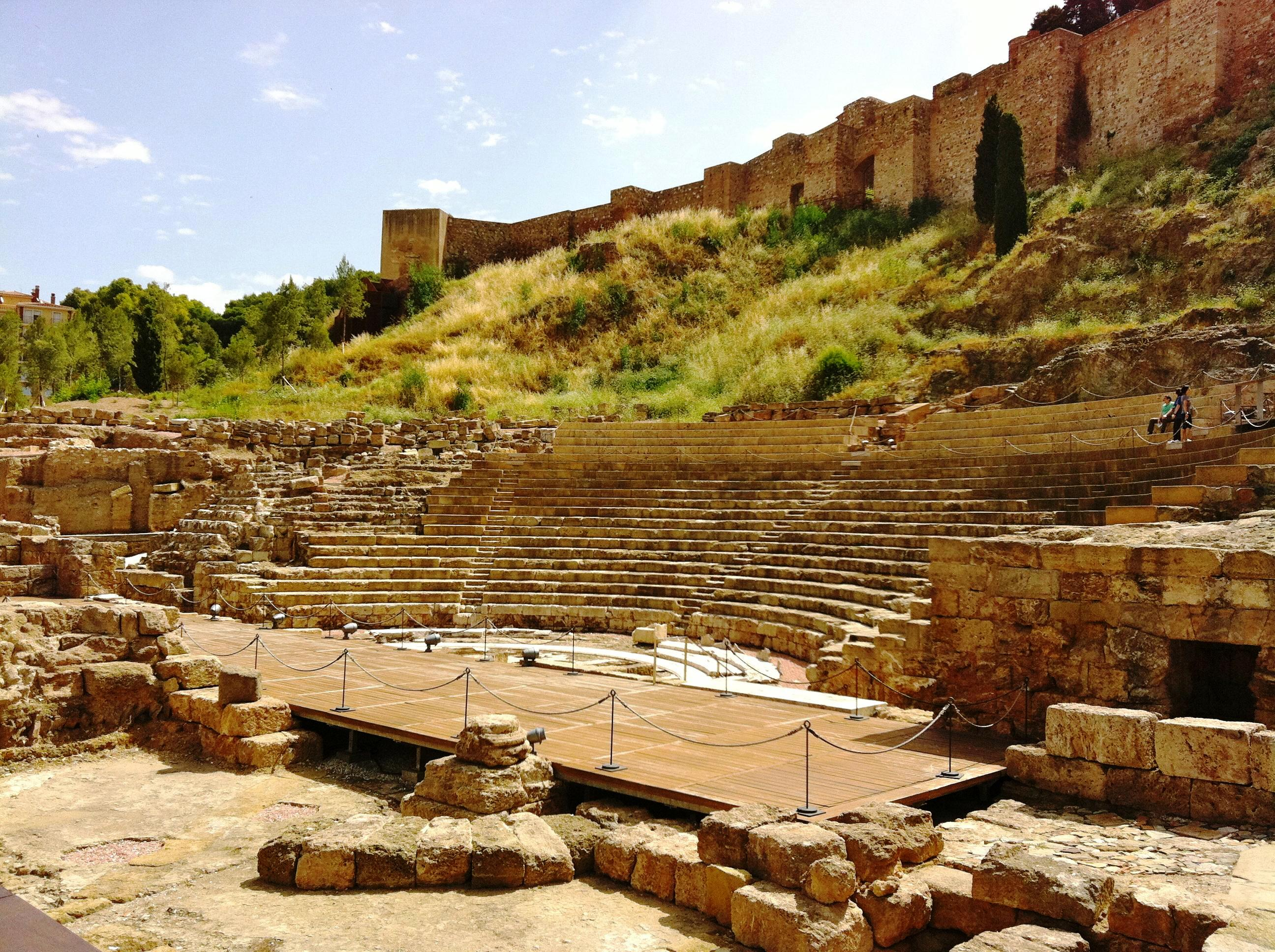
Le gradinate del teatro romano sotto le mura dell'Alcazaba.

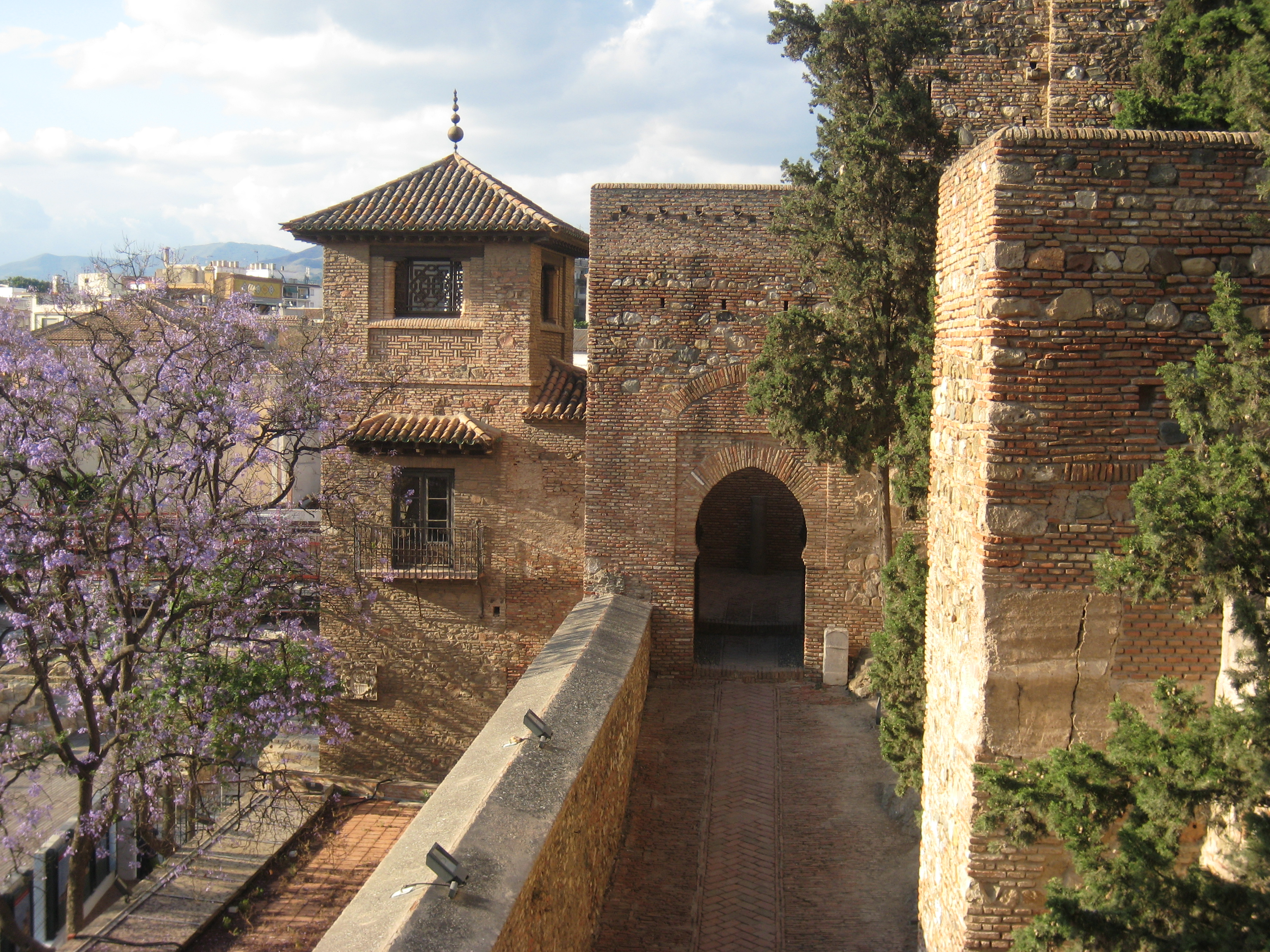
Malaga: dettaglio dell'Alcazaba.

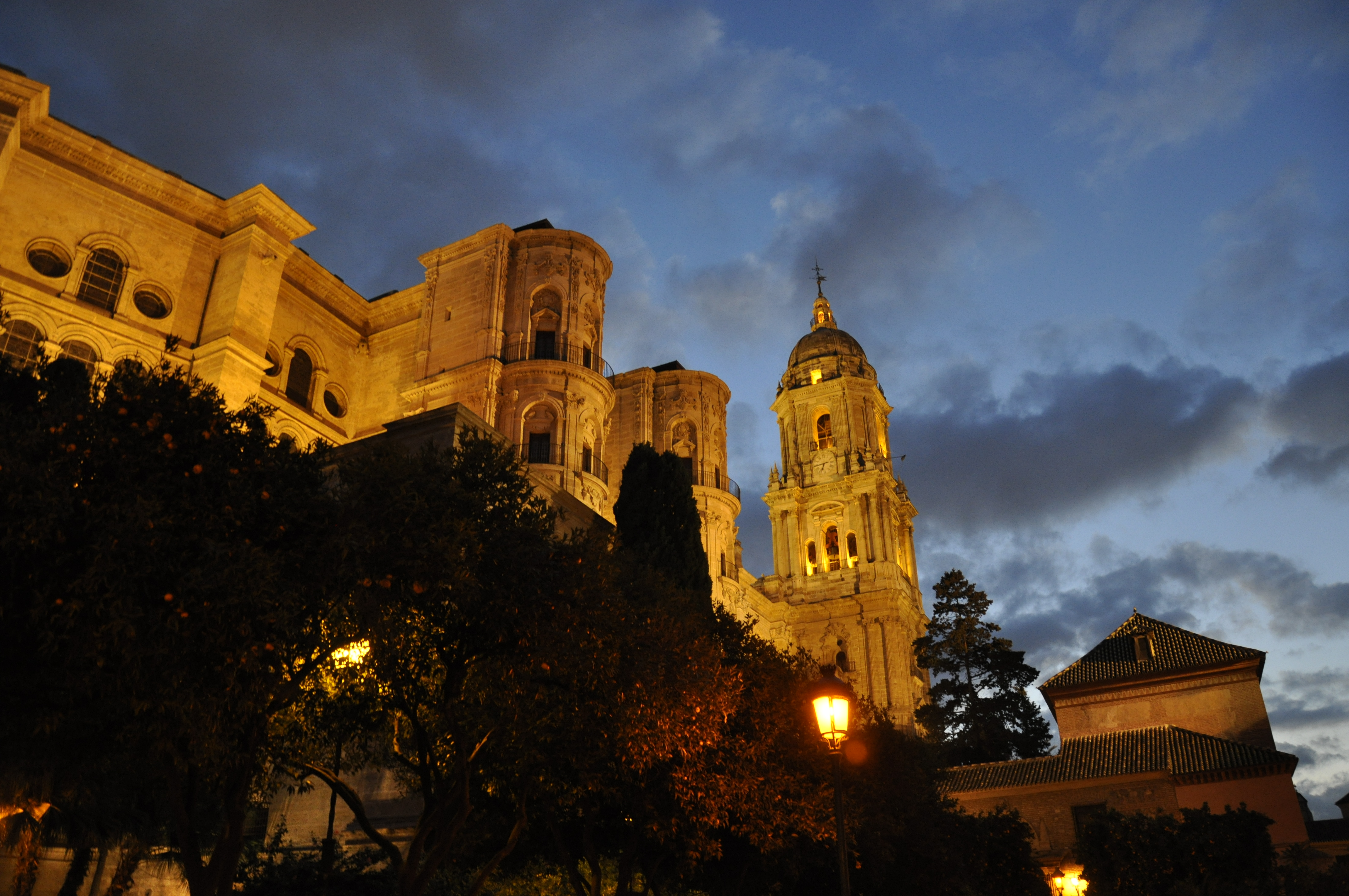
Il Duomo della città andalusa.

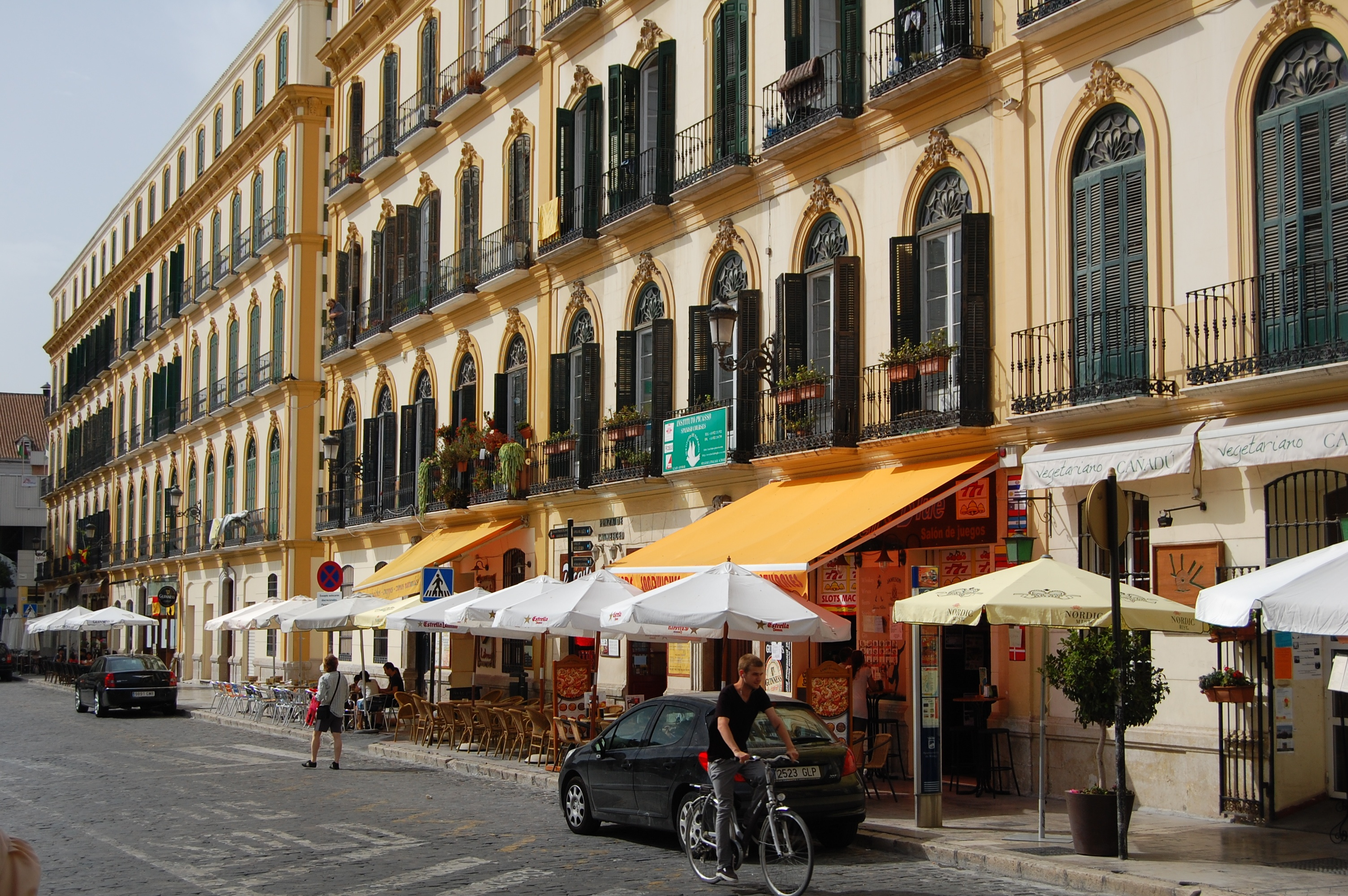
La casa natale di Pablo Picasso in Plaza de la Merced.

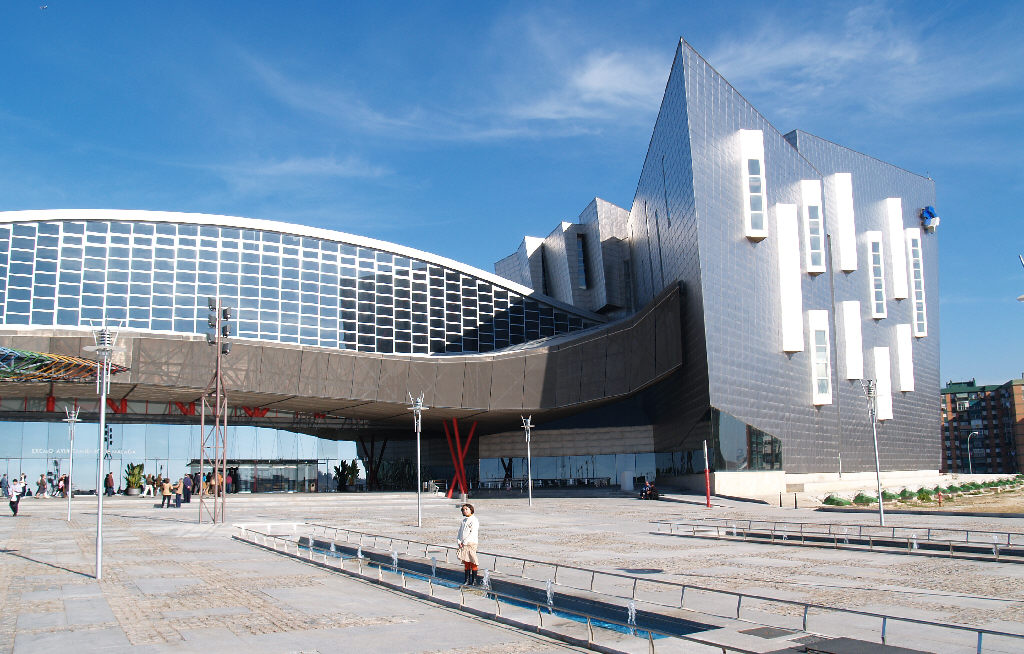
Il Palacio de Ferias y de Congresos di Malaga.

### Architetture militari e siti archeologici

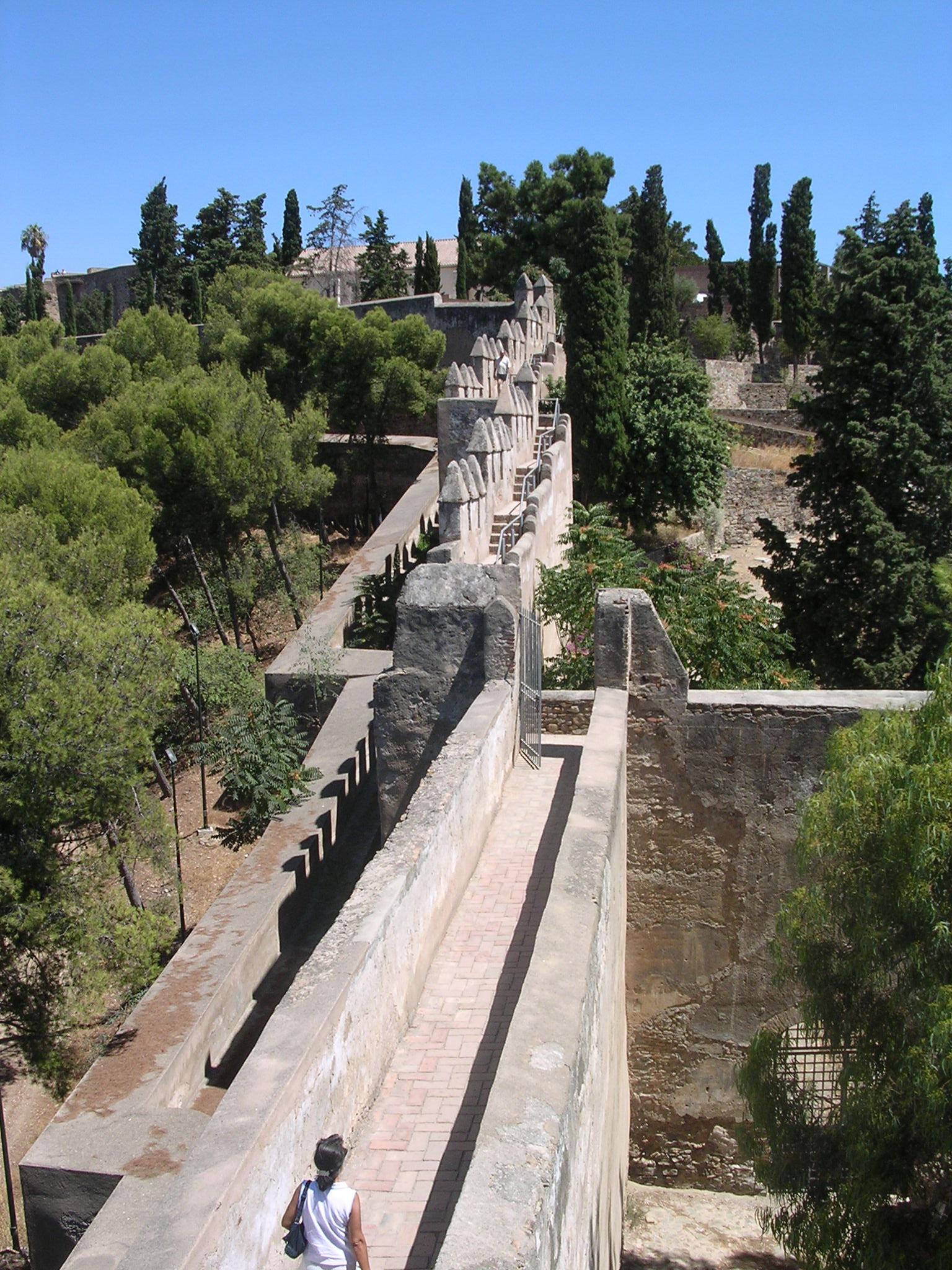
Parte delle mura del castello di Gibralfaro

- Teatro romano, rimasto in attività fino al III secolo per poi cadere in disuso. Durante la dominazione araba fu utilizzato come deposito di materiale edile per la vicina Alcazaba. Attualmente viene utilizzato per alcune rappresentazioni teatrali all'aperto.
- Alcazaba, è una fortezza-palazzo musulmana di epoca nasride che si trova appena al di sopra del teatro romano, sulla collina di Gibralfaro. Si riconoscono due cinte murarie: una inferiore, più esterna, cui si accede attraverso una porta ad angolo detta Arco del Cristo, e una superiore, posta all'interno della prima. Entrambe si adattano all'orografia del terreno esaltandone la funzione difensiva. All'interno del recinto superiore si trova il palazzo moresco edificato in due tempi, XI e XIII-XIV secolo, e oggi sede del museo archeologico che raccoglie manufatti fenici, romani e moreschi.
- Castello di Gibralfaro,[4] detto La Coracha, è dotato di barbacani, torri e speroni.[4] Venne edificato nel XIV secolo da Yusuf I,[4] su resti fenici[4] preesistenti. Una parte del castello è stato adibito a parador la cui terrazza offre un panorama della città.

### Architetture religiose
- Cattedrale di Malaga, è il principale edificio religioso della città. Fu edificata dove un tempo sorgeva la più importante moschea di Malaga. I lavori di costruzione iniziarono nel 1528 e si protrassero, tra alterne vicende, per circa tre secoli.
- Chiesa del Sacrario, ricordata per il portale in stile gotico di Pedro López (1530)[4] e per il retablo attribuito a Juan Belsameda[5] e Alonso Berruguete.[4]
- Chiesa di San Giacomo, dotata di campanile in stile mudéjar, la chiesa venne realizzata tra il 1490 e il 1545. Internamente, è decorata in stile barocco.[4]
- Santuario de Nuestra Senora de la Victoria, costruito in stile barocco alla fine del XVII secolo, il santuario conserva un'Addolorata scolpita da Pedro de Mena (nel secondo altare di destra) e una cinquecentesca statua mariana di fattura fiamminga.[4]

### Architetture civili
- Palazzo Episcopale, sorge a fianco della Cattedrale e ha una pregevole facciata barocca.
- Palacio del Gobierno Civil, realizzato in stile neoclassico tra il 1787 e il 1829, è introdotto da una fontana del 1551, la quale rappresenta le tre Grazie.[4]
- Teatro Cervantes, inaugurato nel 1870, è il principale teatro della città.
- Palacio del Conde de Luna, situato in calle San Augustin, risale al XIV secolo.[4]
- Palacio de Ferias y de Congresos, il palazzo delle esposizioni e dei congressi è situato appena al di fuori della tangenziale cittadina a breve distanza dall'aeroporto e domina la spianata dedicata alla Feria de Agosto.
- Casa natale di Picasso, in Plaza de la Merced si trova la casa dove nacque Pablo Picasso.[4]
- Alameda Principal, è un antico viale fiancheggiato da alberi di ficus bicentenari. Fu realizzata grazie alla parziale demolizione di un tratto delle mura nella penisola alluvionale situata tra il fiume Guadalmedina ed il porto. Lungo il viale si trovano l'antica taverna Antica Casa del Guardia e la casa ove soggiornò Hans Christian Andersen.
- Calle Marqués de Larios, è la via principale e cuore pulsante del centro storico, fu aperta nel 1891 per collegare la Plaza de la Constitución con il porto cittadino. Fiancheggiato da una serie di edifici ispirati alla scuola di Chicago, è oggi la via commerciale per eccellenza di Malaga ed ospita i negozi più importanti della città.

### Aree naturali
- Il Parque de Málaga (anche conosciuto come Parque de la Alameda), è un giardino botanico subtropicale che fiancheggia il porto. Realizzato a partire dal 1876 su un terreno strappato al mare, è lungo quasi un chilometro ed è abbellito da vialetti e statue. Tra di esse, spicca una fontana genovese in marmo che raffigura il dio Nettuno, opera databile al 1540.[4]
- Il Jardín Botánico-Histórico La Concepción, è un giardino storico e ospita un parco dotato di piante tropicali.[4]

### Altro
- Il monumento al centro di Plaza de la Merced, realizzato nel 1842, è dedicato al generale Torrigos, il quale prese parte ai moti del 1831.[4]

## Società

### Evoluzione demografica
Evoluzione della popolazione dal 1900.
Con oltre mezzo milione di abitanti, la città di Malaga è la sesta città spagnola per popolazione, e la seconda dell'Andalusia. La sua area metropolitana, che supera il milione di abitanti, si estende lungo la Costa del Sol orientale e comprende famose località balneari come Torremolinos, Benalmádena, Fuengirola e Mijas.
Il 21,68% della popolazione residente in città ha meno di 20 anni, mentre il 14,11% ha oltre 65 anni. L'incremento relativo della popolazione è stato del 2,09% nel 2006.
Negli anni sessanta del secolo passato la popolazione tendeva a emigrare verso paesi europei più industrializzati, come la Germania, la Svizzera, il Belgio e la Francia. Attualmente i malagueños tendono a spostarsi verso la periferia della città o verso quartieri residenziali dell'area metropolitana come Alhaurín de la Torre, Cártama e Rincón de la Victoria, che nel corso dell'ultimo decennio hanno visto raddoppiare la propria popolazione.
Dagli anni novanta Malaga si è trasformata in un polo di immigrazione dovuto ai nuovi posti di lavoro generati dall'edilizia e dal turismo, e in minor misura dall'industria e dal commercio.

### Etnie e minoranze straniere
Per quanto riguarda gli immigrati provenienti da altri paesi, risultano essere 29.717, dei quali le comunità maggiori sono quella marocchina (19,25%), argentina, subsahariana e cinese.

### Tradizioni e folclore

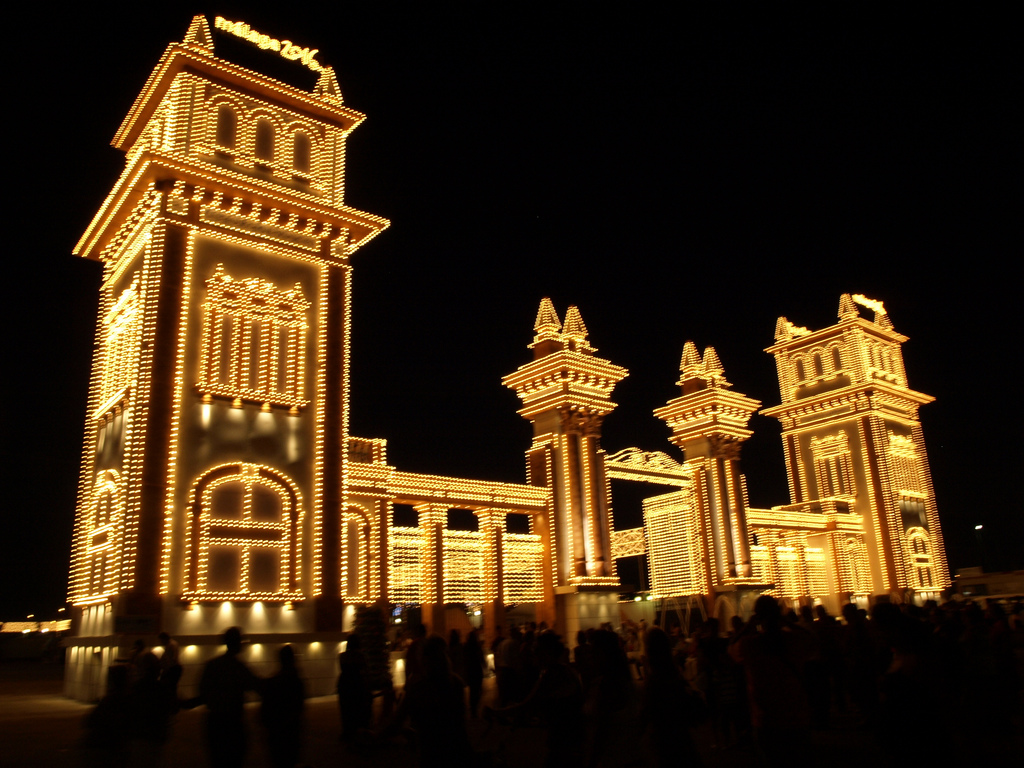
Il recinto de noche, l'area periferica in cui si svolge la parte notturna della Fiera di Agosto.

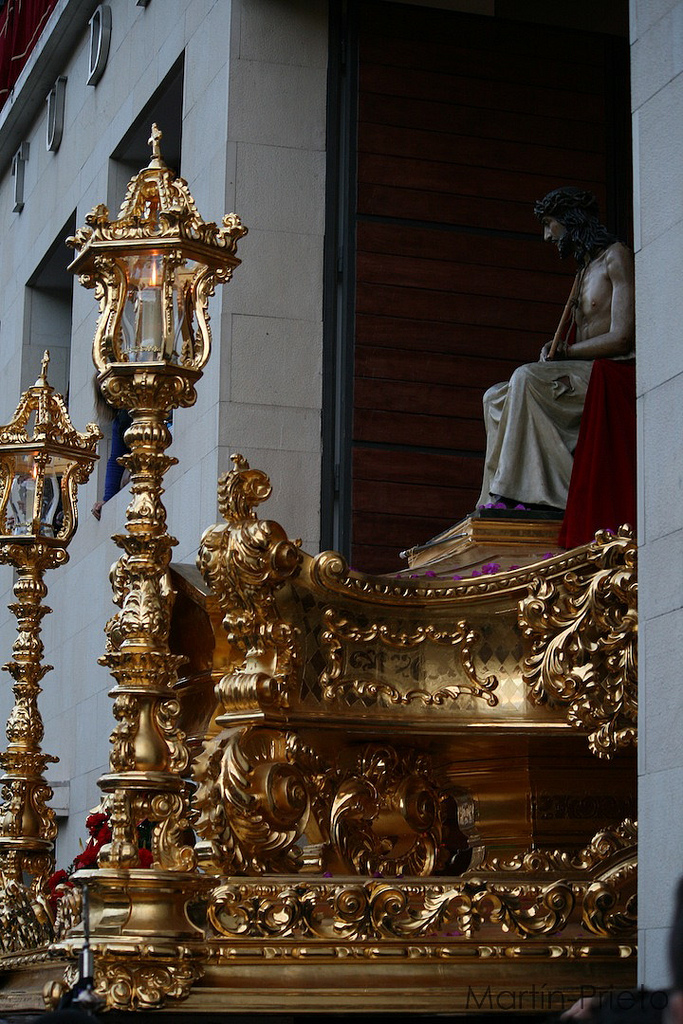
Settimana Santa a Malaga: la processione della confraternita degli studenti, il lunedì Santo.

Fedele al proprio spirito di città andalusa, Malaga vanta numerosi eventi festivo-religiosi e folcloristici, tutti caratterizzati da un'atmosfera allegra e variopinta.

#### Fiera di Agosto (Feria)
La feria di agosto di Malaga, conosciuta popolarmente come Gran Fiesta del Verano (grande festa dell'estate) risale alla fine dell'800, dura circa 10 giorni ed ha luogo nella parte centrale del mese di agosto per celebrare la riconquista di Malaga da parte dei Re cattolici che entrarono in città nell'agosto del 1487.
Nella prima sera i cittadini si riuniscono sulle spiagge della Malagueta, per ascoltare il Pregon de la feria, ovvero l'inaugurazione della festa. A mezzanotte, al porto e nelle zone antistanti, iniziano gli spettacoli pirotecnici che, per circa un'ora, riempiono la città di luci e colori. Nel Paseo del Parque, si inaugura l'illuminazione artistica e nella plaza de la Marina si svolgono spettacoli musicali.
Durante i giorni di feria, dalla mattina fino a tarda sera, ogni via attira l'attenzione dei cittadini e dei turisti, con spettacoli di ogni genere. Nella calle Larios si svolgono le ferias de Verdiales e nella plaza de la Marina, il Festival Internacional del Folklore. Non mancano gli spettacoli teatrali e nei locali, nei bar e nei caffè, si possono assaggiare le specialità locali e sorseggiare i tipici vini di Malaga, come il Falstaff, dolce e fatto con uve moscate e spillato da grossi botti di legno, il tutto accompagnato da tapas. Girando per le strade capita spesso che molti offrano da bere dalle loro damigiane.
Il comune in questi giorni allestisce delle case prefabbricate, che nei giorni di festa fungono da locali. Migliaia di persone si dirigono quindi nelle strade del centro e aspettano di assistere alle corride di tori nell'arena de La Malagueta. Quasi tutte le donne e le bambine indossano i classici abiti della tradizione da gitanas (gonne lunghe a balze con pizzi e corpetto fasciante), e non è raro incontrare donne con i capelli legati con lo chignon, il grande pettine e la mantilla nera, così come si vestivano in Spagna fino al principio del XX secolo. Viene inoltre eletta la Regina della festa, scelte tra le donne più belle della città.
Il primo sabato della Feria, dalle 11 di mattina, lungo il Paseo Central del Parque, di fronte al Comune della città, si riuniscono numerosissimi pellegrini, carri e carrozze ben decorate e un vasto pubblico per assistere all'inizio della Romería. Il sindaco consegna ad un rappresentante la bandiera della città, dopo di che numerosi pellegrini si dirigono verso il santuario de Nuestra Senora de la Victoria, che è la patrona della città. La sera, finito il pellegrinaggio e la messa in onore della patrona, la gente torna nelle piazze per continuare la festa ed attendere l'inaugurazione del Real della Feria al tramonto. Il sindaco della città preme l'interruttore che metterà in funzione l'illuminazione, che per sette sere rischiarerà il "Real" della Feria di Malaga. Il Real è un'area di circa cinquecentomila metri quadrati, formato da due distinte parti: un luna park con giostre ed attrazioni di ogni tipo, e centinaia di casette e stand che offrono a poco prezzo vino, birra, superalcolici e cibo di ogni genere. Il Real della feria, oltre alle casette, ospita anche carrozze e giostre tipiche della festa e ogni giorno a mezzogiorno in punto, si svolgono passeggiate di carrozze e cavalli. Tra l'altro, nel campo delle esibizioni, si svolge il concorso di domatura di bovini.
L'atto di chiusura della Feria si celebra il giorno 20, alle ore 22:30 con uno spettacolo finale che termina a mezzanotte con uno spettacolo di fuochi d'artificio.

#### Settimana Santa
La Settimana Santa di Malaga (Semana Santa) assieme a quella di Siviglia è considerata tra le più spettacolari dell'Andalusia. Si celebra con processioni delle varie confraternite nei giorni che vanno dal viernes de Dolores (il venerdì che precede la Domenica delle Palme) alla domenica di Pasqua.

#### Cavalcata dei Re Magi
La Cavalcata dei Re Magi (Cabalgada de los Reyes Magos) è la sfilata dei Re Magi per le vie del centro su carri da dove lanciano dolci e regali ai bambini.

## Cultura

### Istruzione

#### Musei

##### Museo Picasso di Malaga
Malaga è conosciuta per aver dato i natali a Pablo Picasso, la cui casa natale è visitabile in Plaza de la Merced. Il Museo Picasso, recentemente aperto, è uno dei maggiori al mondo dedicati all'artista e rappresenta il fiore all'occhiello dell'offerta museale della città, che ha sottoposto la propria candidatura come capitale europea della cultura nel 2016.

##### Centro di Arte Contemporanea (CAC)
Il Centro di Arte Contemporanea, inaugurato nel 2003 nella sede di un antico mercato lungo la riva del fiume Guadalmedina, ospita una collezione permanente di 400 opere, soprattutto fotografie. Nel 2005 è diventato il primo museo spagnolo certificato ISO 9001 grazie alla completezza della sua offerta e al suo interno si svolgono regolarmente proiezioni cinematografiche, congressi e conferenze varie.

##### Museo Carmen Thyssen
Inaugurato nel marzo 2011, è dedicato alle varie correnti della pittura spagnola del secolo XIX. Tutte le opere provengono dalla collezione di Carmen Thyssen-Bornemisza e sono ospitate nel Palacio de Villalón, appositamente restaurato per l'occasione.

##### Collezione del Museo Russo San Pietroburgo Malaga
Nato come costola del Museo dell'Ermitage, è stato inaugurato nel marzo 2015 negli spazi dell'antica manifattura di tabacchi. Ospita una collezione principale composta da opere dell'Ermitage, soggetta a ricambio all'inizio di ogni anno, e varie mostre tematiche a cadenza semestrale.

##### Centro Pompidou Malaga
Inaugurato nel marzo 2015, costituisce l'unica sede secondaria del Centro Georges Pompidou ubicata al di fuori del territorio francese. Sede di esposizioni temporanee e di una collezione semi-permanente a rotazione annuale, è ospitato in una struttura sotterranea e sormontata da un cubo di vetro appositamente creata lungo il Muelle Uno, il nuovo porto di Malaga.

## Geografia antropica

### Suddivisioni amministrative

Mappa dei distretti di Malaga

Dal punto di vista amministrativo la città è suddivisa in dieci distritos (distretti) retti da altrettante Juntas de Distrito (Giunte di Distretto). Il distretto Centro include, oltre al centro storico propriamente detto, anche l'area portuale ed alcuni tratti al di là del Guadalmedina, mentre i rimanenti nove corrispondono alla corona urbana formatasi dal XIX secolo ad oggi. La zona orientale, che comprende i quartieri della borghesia e gli antichi villaggi marinari del Palo e del Pedregalejo, corrisponde al distretto Este, mentre in direzione nord si trovano i piccoli distretti della Ciudad Jardín e della Palma-Palmilla, quest'ultimo caratterizzato da un forte degrado sociale. Ad ovest sono invece ubicati tutti i rimanenti distretti: Carretera de Cádiz (il più popoloso, con oltre 110.000 abitanti), Cruz de Humilladero (anch'esso più popolato rispetto al centro), Bailén-Miraflores, Puerto de la Torre, Campanillas e il borgo di Churriana. Tutti i distretti occidentali alternano zone residenziali, commerciali ed industriali e corrispondono all'asse di espansione della città, ossia all'area pianeggiante dell'estuario del Guadalhorce.

## Economia
Già da molti decenni il turismo costituisce uno dei principali pilastri dell'economia di Malaga, favorito dall'aeroporto internazionale situato a 10 km dalla città e dal porto adatto all'attracco di navi da crociera. Altra importante fonte di proventi è data dai settori del commercio marittimo, delle costruzioni e delle nuove tecnologie (Parque Tecnológico de Andalucía).

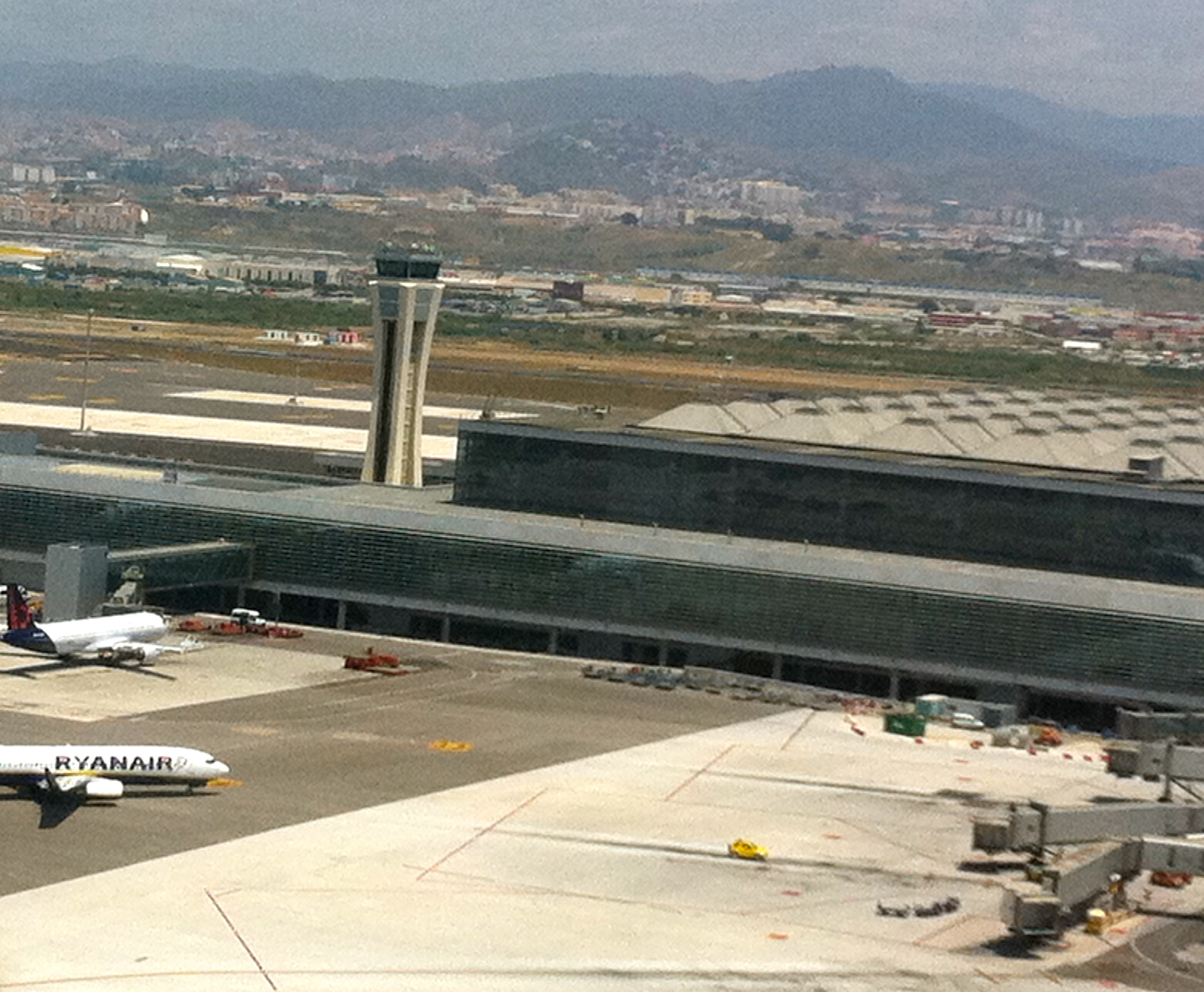
L'aeroporto di Malaga.

## Infrastrutture e trasporti

### Aeroporti
La città è servita dall'Aeroporto di Malaga, uno dei più importanti aeroporti della penisola iberica per numero di passeggeri.

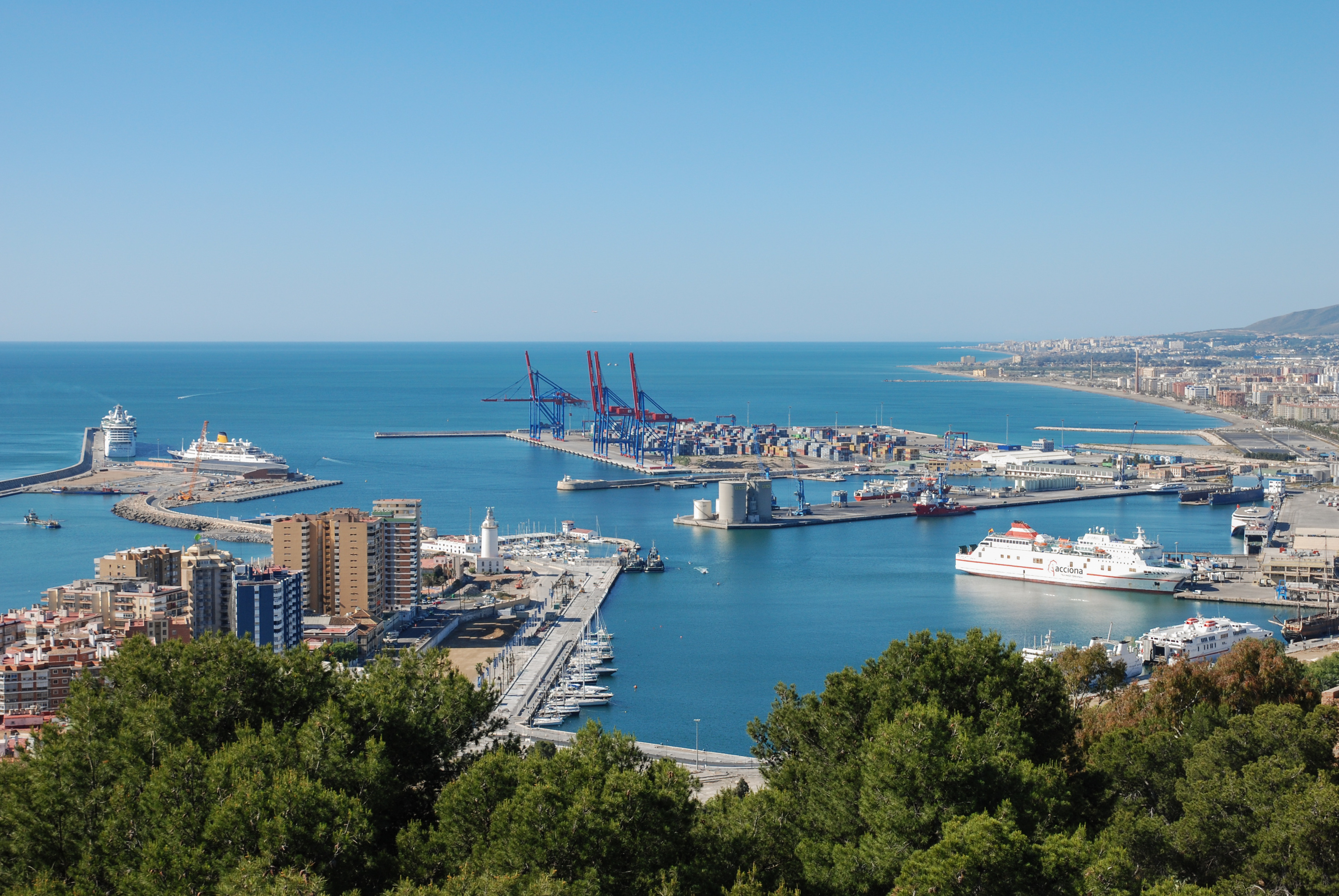
Il porto di Malaga.

### Porti
Il porto di Malaga è il porto marittimo della città, che opera ininterrottamente almeno dal 600 a.C. Il porto è uno dei porti più trafficati del Mar Mediterraneo, con un volume commerciale di oltre 428.623 TEU e 642.529 passeggeri nel 2008.

### Trasporto pubblico locale
La città è servita da un servizio ferroviario suburbano, ovvero la rete delle Cercanías di Malaga, che percorre circa 70 km fino ai comuni limitrofi. Il servizio su gomma è operato dall'Empresa Malagueña de Transportes.

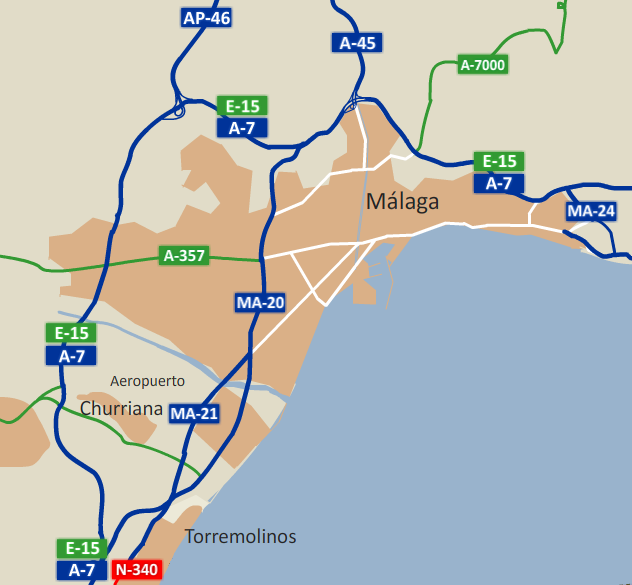
Rete stradale principale

Rete tramviaria

Dal 2014 è altresì attiva una rete tramviaria, in parte sotterranea, composta da due linee.

### Strade
La strada A45 porta a nord verso Antequera e Córdoba. L'Autovía A-7, parallela alla strada N-340, entrambe conducono a Cadice ad ovest attraverso la Costa del Sol Occidental e Barcellona ad est attraverso la Costa del Sol Oriental.
| Strada | Percorso                                                                 |
| ------ | ------------------------------------------------------------------------ |
|        | Algeciras - Málaga - Almería - Murcia - Alicante - Valencia - Barcellona |
|        | Cordova - Málaga                                                         |
|        | Puerto Real - Barcellona                                                 |

## Sport
La squadra di calcio cittadina è il Málaga Club de Fútbol che milita nella Segunda Division, seconda serie del campionato Spagnolo.
La più importante squadra di basket della città è il Club Baloncesto Málaga vincitore di un titolo nazionale nel 2006.
Ha ospitato le ultime tre finali di Davis Cup nel Palacio de Deportes José María Martín Carpena.

## Amministrazione

### Gemellaggi
- Mobile
- Damasco
- El Aaiún
- Faro
- Passavia, dal 1987
- Tiro
- Palermo
- Aqaba